# 留萌幌糠インターチェンジ
留萌幌糠インターチェンジ（るもいほろぬかインターチェンジ）は、北海道留萌市留萌村字幌糠にある深川留萌自動車道のインターチェンジ (IC)。
供用前の仮称は「幌糠」であった。

## 歴史
- 2006年（平成18年）11月26日：北竜ひまわりIC - 留萌幌糠IC間（沼田幌糠道路）が開通。
- 2013年（平成25年）3月16日：留萌幌糠IC - 留萌大和田IC間（幌糠留萌道路）が開通[2][3]。

## 周辺
- 留萌ダム（留萌川）[4]

## 接続する道路
- 直接接続
  - 国道233号

## 隣
E62 深川留萌自動車道（沼田幌糠道路 / 幌糠留萌道路）
(4) 北竜ひまわりIC - (5) 留萌幌糠IC - (6) 留萌大和田IC